# Orfandade

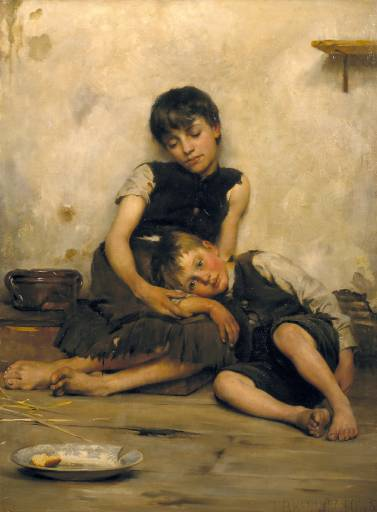
Órfãos, de Thomas Kennington

Orfandade (do grego ὀρφανός) é a condição social de uma criança cujo pai e/ou mãe faleceram ou a abandonaram. No uso comum, apenas uma criança que perdeu ambos os pais é chamada órfã, sendo também adotadas as locuções órfão de pai e órfão de mãe.